# Argan Kangri
Der Argan Kangri ist ein Berg im Karakorum im indischen Unionsterritorium Ladakh.
Der Argan Kangri ist mit 6789 m der höchste Berg der Arganglas-Gruppe im südlichen Teil des Saser Muztagh in der Region Ladakh.
Im Jahr 2001 scheiterte eine Expedition geführt von Chris Bonington am Argan Kangri.
Der Argan Kangri wurde schließlich am 20. Juli 2003 von einer vierköpfigen Frauengruppe (Rita Gombu Marwah, Phul Maya Tamang, Sushma Thakur und Kavita Barthoki) erstbestiegen.